# Relevo da Guiana

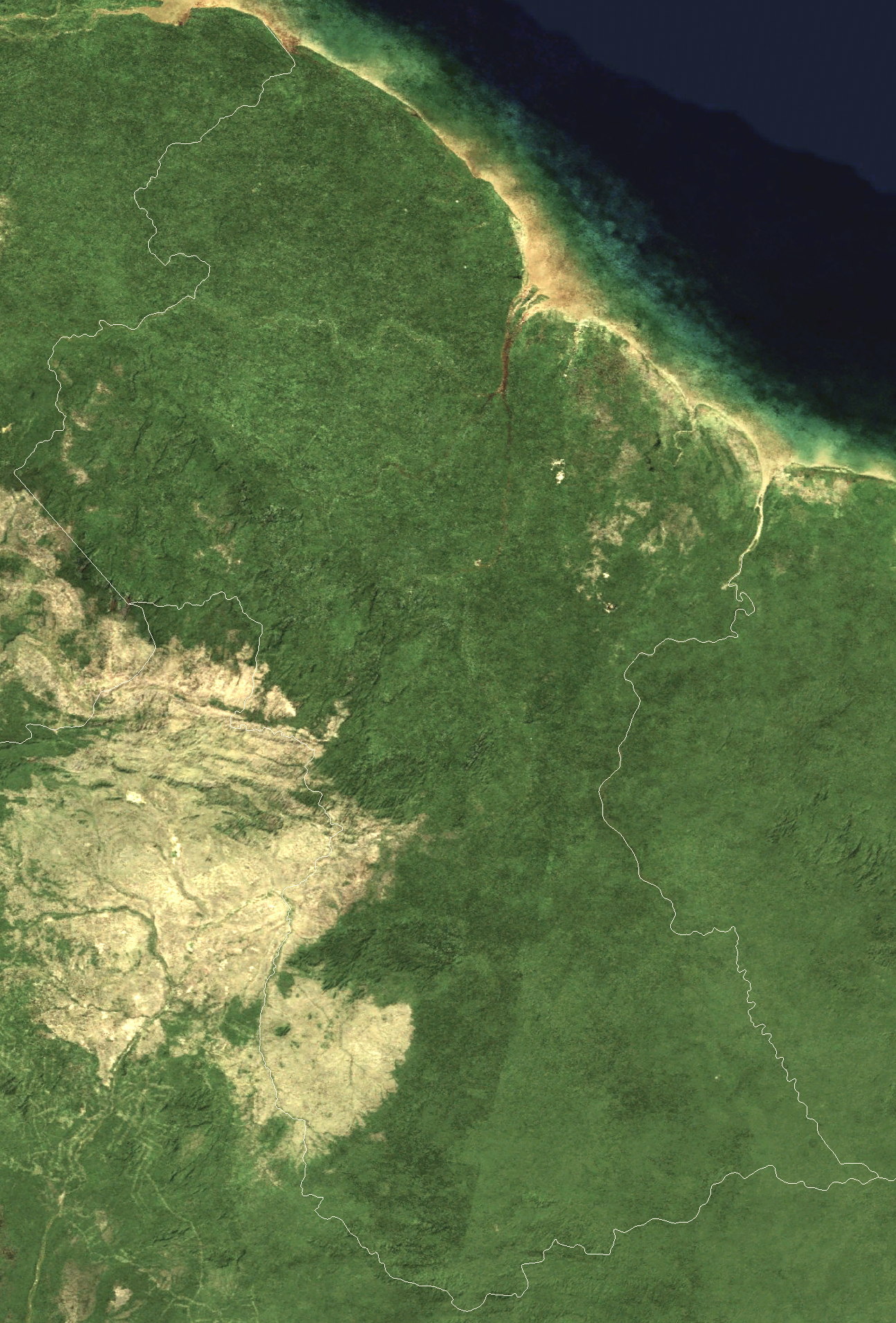
Mapa de satélite da Guiana.

O Relevo da Guiana tem como seguintes características: planície estreita com mangues (litoral); planaltos a 152 metros de altitude (maior parte); montanhas Acaraí e Pakaraima.
A planície costeira, de 430 km de comprimento e aproximadamente 15 a 65 km de largura, é resultado da ação do homem nos cinco e sete quilômetros iniciais, já que, porque a terra ficava coberta pelo mar durante as marés altas, foi preciso construir, como nos Países Baixos, vários canais e mais de 260 km de diques para drená-la e protegê-la da água.
Em direção ao interior, continuando a planície costeira, estende-se uma faixa de 150 a 180 km de ondulantes colinas de pouca altura. A região é coberta de areias brancas e uma pequena savana a leste. As areias cobrem também um baixo platô cristalino que, em geral, não vai além de 150m de altitude.
No sul do país, o planalto de Kaieteur, com cerca de 500m de altitude, forma a extensa região dos campos de Rupununi. Este planalto culmina na serra Acaraí e é coroado, na fronteira ocidental, pelos montes Pacaraima, que atingem 2.772m de altitude no maciço de Roraima, na fronteira com o Brasil.